# 天童芳美
天童芳美（日语：天童よしみ，1954年9月26日—），本名吉田芳美，是日本的演歌歌手。出生於和歌山縣田邊市芳養町。屬於日本藝能界其中一名重量級的資深歌手。

## 出道經過
自少受到熱唱歌的父親所影響，4歲時由出生地搬至大阪府八尾市，7歲時已經作公開表現，最先於電視節目中亮相，被稱讚為「可愛的Baby」（可愛いベイビー），及後亦參加了多個才藝比賽，兼且曾獲勝。
先後在八尾市立龍華小學校、八尾市立龍華中學校畢業。
1970年，參加了由富士電視台所舉辦的歌唱比賽後，獲當時節目監製推薦下，加入了日本哥倫比亞，後來又因同台的動畫「いなかっぺ大将」中演唱了主題歌「大ちゃん数え唄／いなかっぺ大将」，9月10日，以「吉田芳美」（吉田よしみ）的名稱推出了第一張單曲。
1972年，參加了由讀賣電視台所舉行的「全日本歌謠選手賽」，獲得了連續10週長勝紀錄，亦成為當時年紀最輕的總冠軍。
然而，自此卻經歷了超過10年的低沉期，因而曾考慮過退出藝能界，幸得父母的支持才得以留住。1985年12月轉投至Teichiku 娛樂，推出了單曲《道頓堀人情》，因這曲亦是鏡五郎同年1月時所推出的單曲，天童芳美的大碟推出市面後，曾錄得1個月的全國銷售量只有300隻的紀錄，為此，她不斷出席各類訪問及演出，以提高知名度，漸漸地她的演繹受到了好評，此曲亦成為她日後事業的轉捩點。1993年，首次出戰NHK紅白歌合戰。而1996年所推出的《珍島物語》獲得了超過130萬張的銷售額，成為了她首張獲得「百萬唱片」榮譽的唱片，同年更奪得日本唱片大賞最優秀歌曲獎。
除了歌唱事業外，天童芳美亦有參與電影、電視劇及電影配音等工作。

## NHK紅白歌合戰出場紀錄
| 年度/屆數     | 次數 | 曲目                                                                       | 出演次序 | 對戰歌手               | 備註          |
| ------------- | ---- | -------------------------------------------------------------------------- | -------- | ---------------------- | ------------- |
| 1993年/第44回 | 初   | 情誼酒（酒きずな）                                                                 | 4/26     | 高山嚴                 |               |
| 1997年/第48回 | 2    | 珍島物語                                                                   | 15/25    | 美川憲一               |               |
| 1998年/第49回 | 3    | 深刻人生…（人生しみじみ…）                                                              | 23/25    | SMAP                   |               |
| 1999年/第50回 | 4    | 川流不息（川の流れのように）                                                               | 26/27    | 五木宏                 | 壓軸前(1)     |
| 2000年/第51回 | 5    | 道頓堀人情                                                                 | 28/28    | 五木宏(2)              | 紅組壓軸(1)   |
| 2001年/第52回 | 6    | 春天來了（春が来た）                                                               | 26/27    | 五木宏(3)              | 壓軸前(2)     |
| 2002年/第53回 | 7    | 你的星光大道（）                                                           | 26/27    | 北島三郎               | 壓軸前(3)     |
| 2003年/第54回 | 8    | 美麗的過去（美しい昔）                                                             | 30/30    | SMAP(2)                | 紅組壓軸(2)   |
| 2004年/第55回 | 9    | 男人的黎明（男の夜明け）                                                             | 27/28    | 平井堅                 | 壓軸前(4)     |
| 2005年/第56回 | 10   | 川流不息（川の流れのように）(2)                                                            | 29/29    | SMAP(3)                | 紅組壓軸(3)   |
| 2006年/第57回 | 11   | 生命的盡頭（いのちの限り）                                                             | 24/27    | 可苦可樂               |               |
| 2007年/第58回 | 12   | 珍島物語～情誼～（珍島物語 〜絆〜）(2)                                                    | 22/27    | 北島三郎(2)            |               |
| 2008年/第59回 | 13   | 道頓堀人情(2)                                                              | 25/26    | 森進一                 | 壓軸前(5)     |
| 2009年/第60回 | 14   | 花筏 -Hanaikada-                                                           | 8/25     | 美川憲一(2)            |               |
| 2010年/第61回 | 15   | 人生伴侶（人生みちづれ)                                                                | 12/22    | 森進一(2)              |               |
| 2011年/第62回 | 16   | 愛燦燦                                                                     | 24/25    | 北島三郎(3)            | 壓軸前(6)     |
| 2012年/第63回 | 17   | 拉網祭小調（）                                                             | 18/25    | 齊藤和義               |               |
| 2013年/第64回 | 18   | 故鄉銀河（ふるさと銀河）                                                               | 9/26     | Linked Horizon         |               |
| 2014年/第65回 | 19   | 還是真的好喜歡你（やっぱ好きやねん）                                                       | 10/23    | 德永英明               |               |
| 2015年/第66回 | 20   | 人生一路                                                                   | 12/26    | 關西傑尼斯8            | 上半場壓軸(1) |
| 2016年/第67回 | 21   | 你的星光大道(2)                                                            | 5/23     | Sexy Zone              |               |
| 2017年/第68回 | 22   | 道顿堀人情(3)                                                              | 7/23     | 三代目 J Soul Brothers |               |
| 2018年/第69回 | 23   | 拉網祭小調2018 ～道產子ver.～（ソーラン祭り節2018 〜どさんこver.〜）(2)    | 5/22     | Suchmos                |               |
| 2019年/第70回 | 24   | 大阪戀時雨                                                                 | 5/21     | Kis-My-Ft2             |               |
| 2020年/第71回 | 25   | 你的星光大道 ～腹肌太鼓亂打SP～ （あんたの花道 ～腹筋太鼓乱れ打ちSP～）(3) | 8/20     | Kis-My-Ft2(2)          |               |
| 2021年/第72回 | 26   | 你的星光大道〜銅管SP〜 （あんたの花道〜ブラバンSP〜）(4)                   | 6/21     | SixTONES               |               |
| 2022年/第73回 | 27   | 拉網祭小調(3)                                                              | 1/22     | SixTONES(2)            | 紅組開場(1)   |
| 2023年/第74回 | 28   | 道顿堀人情(4)                                                              | 3/22     | 草莓王子               |               |

## 外部連結
- 天童芳美公式網站（页面存档备份，存于）
- Teichiku 娛樂天童芳美官方網頁（页面存档备份，存于）